# Burim-dong, Anyang
Burim-dong (부림동, 富林洞) là phường của quận Dongan trong thành phố Anyang, tỉnh Gyeonggi, Hàn Quốc.

## Liên kết
- Burim-dong Lưu trữ ngày 18 tháng 2 năm 2014 tại Wayback Machine (tiếng Hàn)